# Oriolus szalayi
Oriolus szalayi é uma espécie de ave da família Oriolidae.
Pode ser encontrada nos seguintes países: Indonésia e Papua-Nova Guiné.
Os seus habitats naturais são: florestas secas tropicais ou subtropicais , florestas subtropicais ou tropicais húmidas de baixa altitude e florestas de mangal tropicais ou subtropicais.